# 프롤레타리아 국제주의
프롤레타리아 국제주의( - 國際主義, 영어: proletarian internationalism, international socialism)는 자본주의가 국제적인 시스템이기 때문에 계급 투쟁에서 패배하는 경우, 세계 노동자들도 국제적인 단체를 만들어서 국제적인 자본주의에 대항해야 한다는 사회주의의 형태이다.

## 같이 보기
- 프롤레타리아 독재
- 세계 혁명
- 코민테른
- 과학적 사회주의